# 1961-es magyar férfi vízilabdakupa
A magyar férfi vízilabdakupa 1961-es kiírását a Vasas SC nyerte. Valamennyi mérkőzést a Sportuszodában rendezték.

## Eredmények

### Nyolcaddöntő
játéknap: november 18., 25., 26.
| 1. csapat   | Eredmény | 2. csapat        |
| ----------- | -------- | ---------------- |
| Ferencváros | 12 – 2   | Tipográfia       |
| Vasas Izzó  | 4 – 3    | Budai Spartacus  |
| Bp. Honvéd  | 3 – 2    | BVSC             |
| MTK         | 2 – 5    | Szolnoki Dózsa   |
| Csepel Autó | 4 – 2    | Bp. Spartacus    |
| Vasas SC    | 11 – 6   | Szentesi Kinizsi |
| Egri Dózsa  | 5 – 6    | Újpesti Dózsa    |

### Negyeddöntő
játéknap: december 2.
| 1. csapat   | Eredmény | 2. csapat      |
| ----------- | -------- | -------------- |
| Vasas SC    | 4 – 3    | Szolnoki Dózsa |
| Bp. Honvéd  | 10 – 4   | Csepel Autó    |
| Ferencváros | 5 – 4    | Vasas Izzó     |
|             | erőnyerő | Újpesti Dózsa  |

### Elődöntő
játéknap: december 9.
| 1. csapat  | Eredmény | 2. csapat     |
| ---------- | -------- | ------------- |
| Bp. Honvéd | 4–3      | Ferencváros   |
| Vasas SC   | 5 – 3    | Újpesti Dózsa |

### 3. helyért
játéknap: december 16.
| 1. csapat     | Eredmény | 2. csapat   |
| ------------- | -------- | ----------- |
| Újpesti Dózsa | 6–5      | Ferencváros |

### Döntő
| 1961. december 17. 18:00 | Vasas SC             | 2–1 | Bp. Honvéd | Sportuszoda Nézőszám: 2000 Játékvezetők: Lemhényi Dezső |
| 1961. december 17. 18:00 | (0–0, 1–1, 0–0, 1–0) |     |            | Sportuszoda Nézőszám: 2000 Játékvezetők: Lemhényi Dezső |
| 1961. december 17. 18:00 | Markovits 1 Lepies 1 |     | Tóth Gy. 1 | Sportuszoda Nézőszám: 2000 Játékvezetők: Lemhényi Dezső |

A mérkőzést a Magyar Televízió közvetítette.
A Vasas kupagyőztes csapatának tagjai: Lukász Tibor – Bolvári Antal, Gera, Kunsági György, Markovits Kálmán, Kiss László, Vitáris István, Lepies György, edző: Szalai Iván